# هيلين غريس (ممثلة)
هيلين غريس (بالإنجليزية: Helen Grace)‏ هي ممثلة بريطانية، ولدت في 20 أغسطس 1971 في هارتفوردشير في المملكة المتحدة.

## أعمال

### مسلسلات
- بروكسايد

## وصلات خارجية
- هيلين غريس على موقع IMDb (الإنجليزية)
- هيلين غريس على موقع قاعدة بيانات الفيلم (الإنجليزية)